# Modzele (gmina)
Modzele (od 1973 Nowe Miasto) – dawna gmina wiejska istniejąca do 1954 roku w woj. warszawskim. Nazwa gminy pochodzi od wsi Modzele-Kubice, lecz siedzibą władz gminy było Nowe Miasto.
Za Królestwa Polskiego gmina należała do powiatu płońskiego w guberni płockiej. 1 stycznia?/13 stycznia 1870 do gminy przyłączono pozbawione praw miejskich Nowe Miasto. W 1893 gminę (wraz z całym powiatem płońskim) włączono do guberni warszawskiej.
W okresie międzywojennym gmina Modzele należała do powiatu płońskiego w woj. warszawskim. Po wojnie gmina zachowała przynależność administracyjną. 1 stycznia 1952 roku do gminy Modzele przyłączono część obszaru gminy Sochocin (gromadę Kadłubówka). 1 lipca 1952 roku gmina składała się z 29 gromad.
Gminę zniesiono 29 września 1954 roku wraz z reformą wprowadzającą gromady w miejsce gmin. Jednostki nie przywrócono 1 stycznia 1973 roku po reaktywowaniu gmin, utworzono natomiast jej terytorialny odpowiednik, gminę Nowe Miasto.